# Lierschied
Lierschied település Németországban, Rajna-vidék-Pfalz tartományban. Lakosainak száma 488 fő (2023. december 31.). Lierschied Ruppertshofen és Kasdorf községekkel határos.

## Népesség
A település népességének változása:
| Lakosok száma | 592  | 473  | 472  | 483  | 482  | 491  | 488  |
|               | 1975 | 2014 | 2017 | 2019 | 2021 | 2022 | 2023 |